# Ajabe (Kjóto)
Ajabe (japonsky 綾部市, Ajabe-ši) je japonské město v prefektuře Kjóto na ostrově Honšú. Žije zde okolo 31 tisíc obyvatel. Celková rozloha katastru města je 347,10 km².

## Ekonomika
Město Ajabe je známo svým rozvinutým zemědělstvím a několika továrními podniky průmyslové výroby. Má též tradici výroby textilu z vlny od tradičního výrobce Gunze sídlícího právě v Ajabe.

## Vzdělávání
Ve městě funguje 10 základních a 6 středních škol zřizovaných státem. Sídlí zde také jeden z kampusů zemědělské vysoké školy v Kjótu.

## Partnerská města
- Čchang-šu, Čína
- Judské království Jeruzalém, Judské království